# Homophoberia
Homophoberia là một chi bướm đêm thuộc họ Noctuidae.

## Các loài
- Homophoberia apicosa (Haworth, 1809)
- Homophoberia cristata Morrison, 1875